# Lužane, Aleksinac
Lužane (izvirno srbsko Лужане) je naselje v Srbiji, ki upravno spada pod Občino Aleksinac; slednja pa je del Niškega upravnega okraja.

## Demografija
V naselju živi 759 polnoletnih prebivalcev, pri čemer je njihova povprečna starost 42,2 let (39,9 pri moških in 44,2 pri ženskah). Naselje ima 289 gospodinjstev, pri čemer je povprečno število članov na gospodinjstvo 3,26.
To naselje je večinoma naseljeno s Srbi (glede na rezultate popisa iz leta 2002).
|  |

| Demografija | Demografija     | Demografija     |
| Leto        | Št. prebivalcev | Št. prebivalcev |
| ----------- | --------------- | --------------- |
|             |                 |                 |
|             |                 |                 |
|             |                 |                 |
|             |                 |                 |
| 1948        | 1396            |                 |
| 1953        | 1428            |                 |
| 1961        | 1449            |                 |
| 1971        | 1266            |                 |
| 1981        | 1158            |                 |
| 1991        | 1081            | 1036            |
| 2002        | 959             | 942             |
|             |                 |                 |

| Etnična sestava po popisu iz leta 2002 | Etnična sestava po popisu iz leta 2002 | Etnična sestava po popisu iz leta 2002 | Etnična sestava po popisu iz leta 2002 | Etnična sestava po popisu iz leta 2002 |
| -------------------------------------- | -------------------------------------- | -------------------------------------- | -------------------------------------- | -------------------------------------- |
| Srbi                                   | Srbi                                   |                                        | 857                                    | 90,97%                                 |
| Romi                                   | Romi                                   |                                        | 50                                     | 5,30%                                  |
| Makedonci                              | Makedonci                              |                                        | 4                                      | 0,42%                                  |
| Hrvati                                 | Hrvati                                 |                                        | 1                                      | 0,10%                                  |
| Neznano                                | Neznano                                |                                        | 29                                     | 3,07%                                  |